# Cocculinika myzorama
Cocculinika myzorama – gatunek widłonoga z rodziny Chitonophilidae; jedyny przedstawiciel rodzaju Cocculinika. Jest pasożytem mięczaków występującym w głębokich wodach Pacyfiku w pobliżu Nowej Zelandii.

## Systematyka
Gatunek ten opisali w 1986 roku J.B. Jones i B.A. Marshall, tworząc dla niego nowy rodzaj Cocculinika. Holotyp to samica pozyskana z mięczaka Coccopigya hispida przyczepionego do drewna wyłowionego trałem w kwietniu 1984 roku w miejscu o współrzędnych 41°09,7′S 176°31,3′E/-41,161667 176,521667 z głębokości 1198–1211 metrów przez statek badawczy RV James Cook na wysokości Castlepoint na Wyspie Północnej. Zbadano też dwa paratypy (także samice) pozyskane w styczniu 1979 roku z C. hispida przyczepionego do drewna wyłowionego na pozycji 42°38,3′S 173°46,4′E/-42,638333 173,773333 z głębokości 1514–1489 metrów przez statek badawczy RV Tangaroa. Samca nie opisano.